# Im Tal des Tyrannen
Im Tal des Tyrannen (Originaltitel Valley of the T-Rex) ist eine Dokumentation über Dinosaurier des Discovery Channel aus dem Jahr 2001. Zentrales Thema der Dokumentation ist die These des Paläontologen John (Jack) Robert Horner, dass der Tyrannosaurus rex kein gefährlicher Jäger, sondern ein langsamer Aasfresser gewesen sei, welcher lediglich dazu imstande gewesen sei, von anderen Raubtieren erbeutete Tiere für sich zu beanspruchen. Erstmals wurde die Dokumentation am 10. September 2001 auf dem Discovery Channel ausgestrahlt. Größtenteils wird in diesem Film gezeigt, wie Jack Horner verschiedene Beweise für seine Theorie sammelt. Es gibt auch Sequenzen, in welchen computeranimierte Elemente in reale Landschaftsaufnahmen eingefügt wurden. Regie führten Reuben Aaronson und James McQuillan.

## Handlung
Fast 100 Jahre lang wurde der Tyrannosaurus rex als gefährliches, kraftvolles Raubtier dargestellt. In der Dokumentation behauptet der Paläontologe Jack Horner dagegen, Tyrannosaurus rex sei kein aktiver Jäger, sondern lediglich ein reiner Aasfresser gewesen, welcher seine kraftvolle Statue dazu nutzte, andere Jäger von ihrer Beute zu vertreiben. Um seine Theorie zu beweisen, bereist Jack Horner mit einem Ausgrabungsteam die Hell-Creek-Formation, um weitere Tyrannosaurus-Skelette freizulegen, welche er später erforschen möchte. Des Weiteren zeigt er diverse Merkmale des Tyrannosaurus auf, welche nicht auf einen aktiven Jäger hindeuten: Beispielsweise kommt er zu dem Schluss, Tyrannosaurus rex wäre nicht dazu fähig gewesen, schnell zu rennen, was für einen aktiven Jäger wichtig sei. Außerdem geht er darauf ein, dass das Sehzentrum von Tyrannosaurus rex zwar nicht sehr gut, sein Geruchszentrum jedoch exzellent ausgebildet gewesen sei. Horner vergleicht Tyrannosaurus daher mit Geiern, welche dazu in der Lage sind, Kadaver aus großer Entfernung dank ihres Geruchssinns aufzuspüren. Des Weiteren wird auch der Körperbau von Tyrannosaurus von Horner dazu benutzt, seine Theorie weiter zu belegen. Horner zieht zum Vergleich kleinere Raubsaurier wie Vertreter der Dromaeosauridae heran, die zwar wesentlich kleiner als Tyrannosaurus, aber auch agiler und flinker gewesen seien. Horner stellt den Tyrannosaurus als großen, recht „hässlichen“ Raubdinosaurier dar, welcher nicht dazu in der Lage war, aktiv zu jagen, sondern kleinere Raubsaurier von ihrer Beute vertrieb.
- Tyrannosaurus rex
- Saurornitholestes
- Edmontosaurus annectens
- Triceratops
- Ornithomimus
- Quetzalcoatlus[4]

## Rezeption
Die Dokumentation wurde vorwiegend kritisch aufgenommen. Wissenschaftler, welche die Dokumentation sahen, waren in vielerlei Hinsicht, was Horners Argumente betraf, anderer Meinung. So argumentierten einige Paläontologen, dass die proportional recht kurzen Arme des Tyrannosaurus kein Indiz dafür seien, dass dieser unfähig gewesen sei zu jagen, da weder Wölfe noch Hyänen ihre Vorderbeine beim Beutefang einsetzen. Auch vertraten andere Wissenschaftler die Ansicht, dass Tyrannosaurus rex binokular sehen konnte, was auf ein aktives Raubtier hindeuten würde. Allerdings wurden die visuellen Effekte, welche in der Dokumentation benutzt wurden, sehr gelobt.

## Belege und weiterführende Informationen
1. ↑  Reuben Aaronson, James McQuillan: The Valley of the T-Rex. Discovery Channel, 10. September 2001, abgerufen am 15. Januar 2021.
2. ↑  Traum und Musik: Romantische Opernträume. In: Traumwelten. Wilhelm Fink Verlag, 2017, ISBN 978-3-7705-6157-5, S. 109–131, doi:10.30965/9783846761571_006.
3. ↑  The Valley of the T-Rex (TV Movie 2001) – IMDb. Abgerufen am 15. Januar 2021.
4. 1 2 3  Valley of the T. rex, Raptor Red, and Maniraptoran Tyrannosaurs. Archiviert vom Original (nicht mehr online verfügbar) am 21. Oktober 2013; abgerufen am 15. Januar 2021.  Info: Der Archivlink wurde automatisch eingesetzt und noch nicht geprüft. Bitte prüfe Original- und Archivlink gemäß Anleitung und entferne dann diesen Hinweis.

- Weitere Filmlinks:
- IMDb: Link |
- TMDb: Link |
- Letterboxd: Link |
- bearbeiten